# Karl Friedrich Bonhoeffer
Karl Friedrich Bonhoeffer (Breslavia, 13 de enero de 1899 - Gotinga, 15 de mayo de 1957) fue un químico alemán.

## Biografía
Nació en el seno de una familia de la alta burguesía prusiana, hijo del doctor Karl Bonhoeffer y la condesa Paula von Hase, nieta del teólogo Karl von Hase. Era el mayor de los ocho hermanos, entre ellos el pastor Dietrich Bonhoeffer y el jurista Klaus Bonhoeffer, ejecutados por los nazis por conspirar en el complot del 20 de julio contra Hitler.
Estudió desde 1918 en Tubinga y Berlín, recibiéndose con Walther Nernst. De 1923 a 1930 fue asistente de Fritz Haber.
En 1929 Bonhoeffer, junto a Paul Harteck, descubrió los isómero nuclear.
Desde 1927 ejerció el profesorado en la universidad berlinesa y en 1930 en Fráncfort del Meno. Cuatro años después fue nombrado profesor en Leipzig. Bonhoeffer fue director del Instituto Kaiser Wilhelm de física y electroquímica.
En 1949, fue director del Instituto Max Planck de Gotinga. Hoy se llama Karl-Friedrich-Bonhoeffer-Institut.
Se casó con Grete von Dohnanyi, hermana de Hans von Dohnanyi y nieta del compositor Ernő Dohnányi.
Su hijo Friedrich (1932-) trabajó en el Instituto Max Planck, donde Tobias Bonhoeffer, nacido en 1960, es director de neurobiología.

## Literatura
- Karl Friedrich Bonhoeffer, Paul Harteck: Experimente über Para- und Orthowasserstoff; in: Sitzungsberichte der Preussischen Akademie der Wissenschaften. Phys.-Math. Klasse 1929; Berlín 1929; S. 103-108
- Karl Friedrich Bonhoeffer, Paul Harteck: Die Eigenschaften des Parawasserstoffes; in: Zeitschrift für Elektrochemie und angewandte physikalische Chemie 35 (1929), S. 621-623
- Karl Friedrich Bonhoeffer, Paul Harteck: Weitere Versuche mit Parawasserstoff; in: Die Naturwissenschaften 17 (1929), S. 321-322
- Ute Deichmann: Flüchten, Mitmachen, Vergessen - Chemiker und Biochemiker in der NS-Zeit. Wiley-VCH, 2001

## Enlaces
- Bibliografía relacionada con Karl Friedrich Bonhoeffer en el catálogo de la Biblioteca Nacional de Alemania.
- Biografie von Karl Friedrich Bonhoeffer
- Max-Planck-Institut für biophysikalische Chemie, Gotinga (Karl-Friedrich-Bonhoeffer-Institut)

- Datos: Q84790
- Multimedia: Karl Friedrich Bonhoeffer / Q84790